# 우석대학교부속한방병원
우석대학교부속한방병원은 전북특별자치도 전주시 완산구에 위치한다. 우석대학교 한의과대학 부속 한방병원이다.

## 같이 보기
- 우석대학교
- 한의과대학